# Retablo del monasterio de El Parral

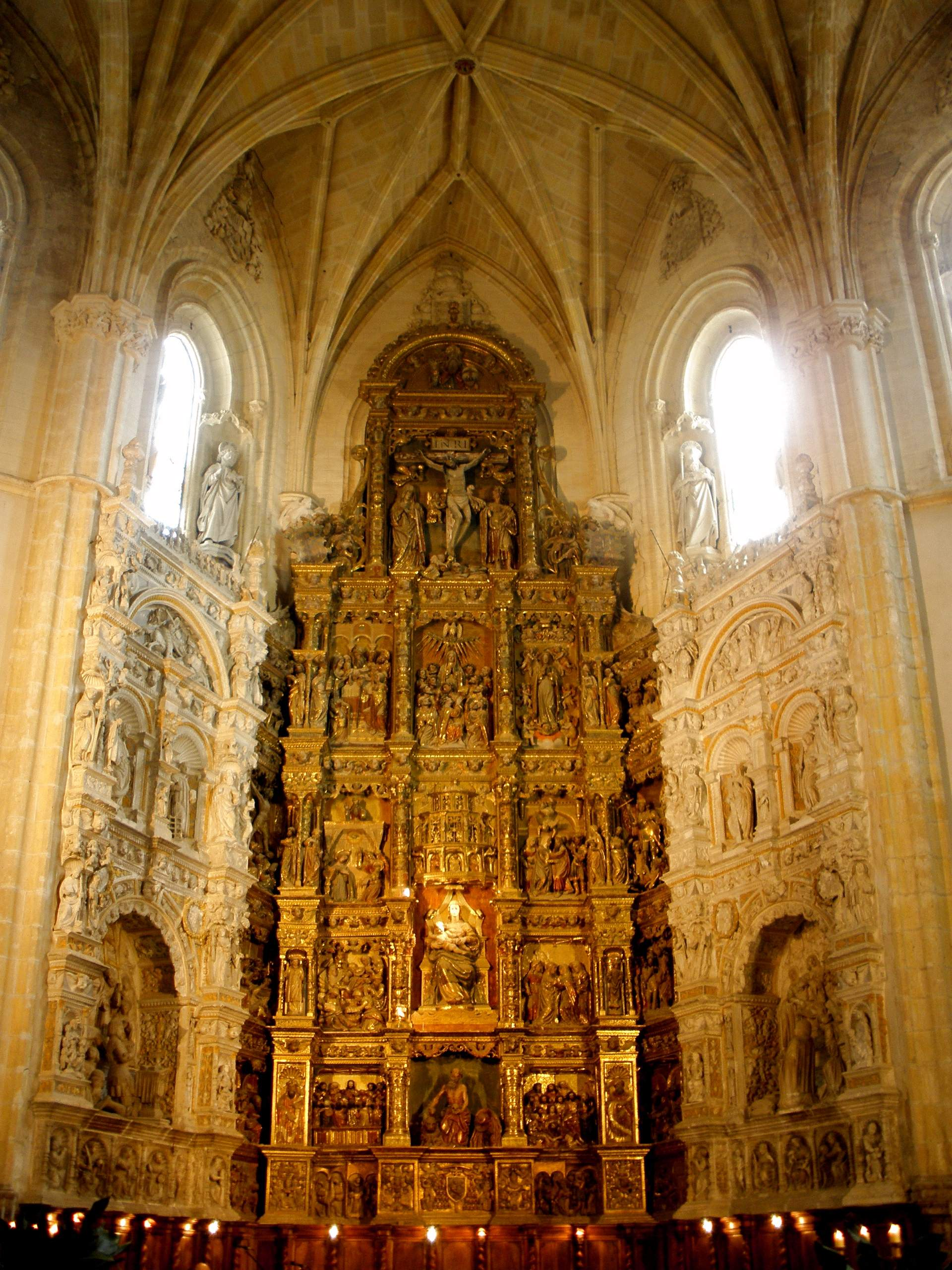
Vista del retablo mayor del Monasterio del Parral.

El retablo del monasterio de El Parral de Segovia (España), perteneciente a la orden de los Jerónimos, es obra de escultores abulenses de estilo renacimiento y realizado en el siglo XVI. 

## Historia
El monasterio de Santa María del Parral se encuentra a orillas del río Eresma a extramuros de la ciudad de Segovia. Fue el marqués de Villena, Juan Pacheco, quien asumió el patronato de la capilla mayor del monasterio, realizándose el retablo y los sepulcros del propio marqués de Villena y su esposa María de Portocarrero, después de la firma del contrato en Segovia en el año 1528. Describe Fray José de Sigüenza, monje del monasterio, que el rey Enrique IV quería el lugar del retablo para su enterramiento, pero se lo solicitó el marqués de Villena para su uso:

Viendo don Juan Pacheco (que ya era Marques de Villena, y maestre de Santiago, y lo que quería) que el monasterio del Parral estaba tan acabado, y la iglesia en tan buenos terminos, pareciole tomarsela para si, por quitarle no solo el reino, mas aun la sepultura
Fray José de Sigüenza.

 El contrato para su ejecución fue firmado el 23 de marzo de 1528 por los entalladores Juan Rodríguez y Lucas Giraldo, discípulos de Vasco de la Zarza, junto con el pintor Francisco González, todos ellos vecinos de Ávila, quienes se comprometían a realizarlo según las condiciones que se estipulaban por una cuantía de 400.000 maravedís.  Del dorado y policromado se encargó Diego de Urbina, vecino de Madrid, quien suscribió el contrato el 19 de octubre de 1553 junto con la hechura de una cortina en grisalla «con los pasos de la Pasión al natural» para cubrirlo en Semana Santa.

## Descripción

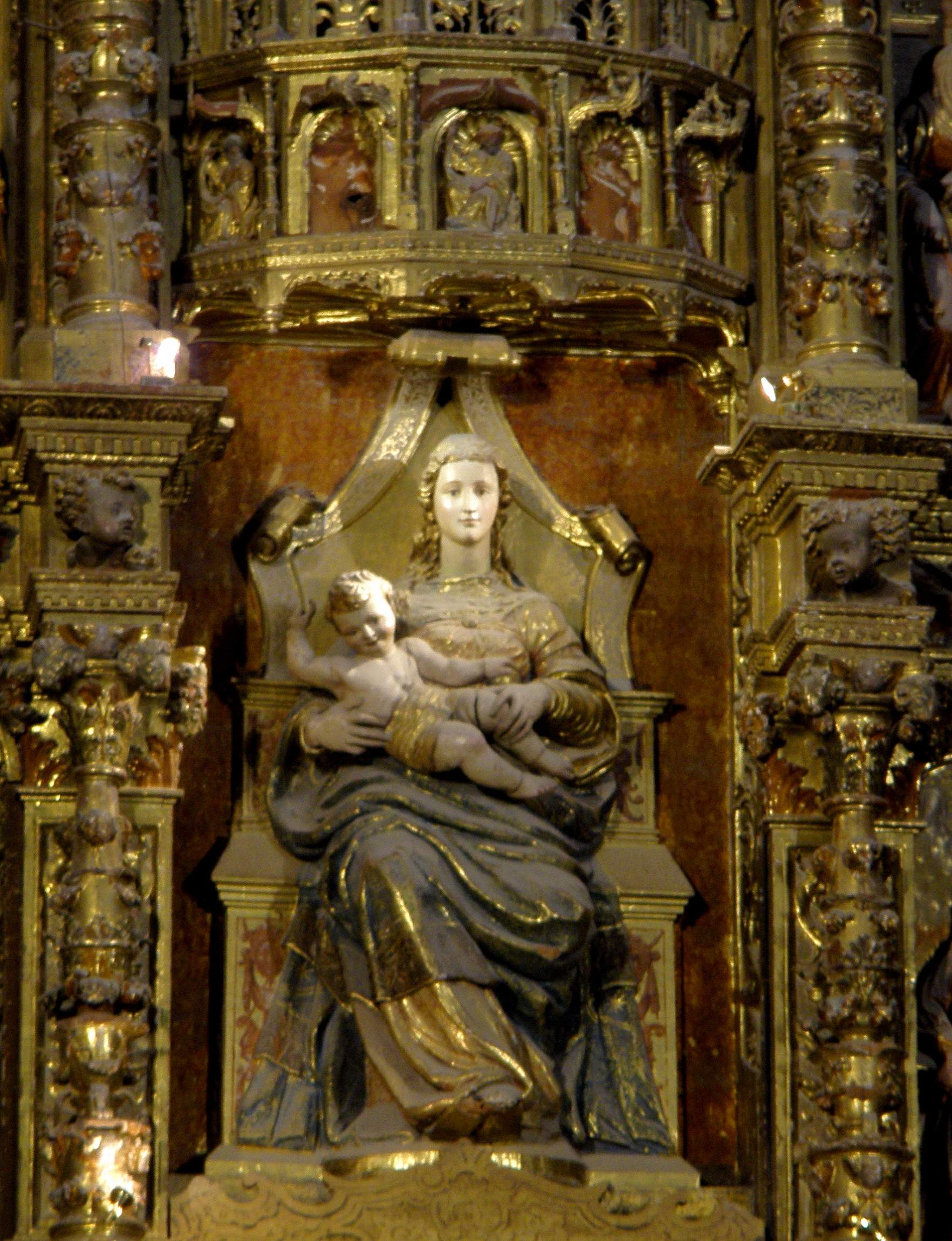
La Virgen del Parral.

Se trata de un retablo-sepulcro, ya que incorpora en sus laterales los sepulcros de los marqueses, mostrando con ello una originalidad sobre otros retablos de este tipo que los suelen instalar en el banco.
El retablo está realizado en madera policromada a excepción de la parte sepulcral que es de piedra, y se adapta perfectamente a la forma arquitectónica de la capilla mayor. Su parte central es una composición tripartita y con cuatro pisos más el inferior o predela, con una clara influencia del retablo de San Benito el Real (Valladolid), realizado por Alonso Berruguete y que se encontraba en aquel momento en construcción. La división o separación de las calles está realizada por medio de columnas cortas abalaustradas que se encuentran muy decoradas y sirven para alojar imágenes de santos. Los relieves muestran escenas de la vida de la Virgen, como el Nacimiento, la visita de Santa Isabel, la Anunciación y la Asunción y en el banco hay la representación de la Última Cena y el Lavatorio de los pies. En el tercer piso, centrada, se encuentra la imagen en mayor tamaño de Nuestra Señora de la Paz. La existencia de grandes ventanales en las partes altas de los laterales, hace que la parte central del retablo se eleve con el ático hasta las bóvedas del templo donde sobresale el gran tamaño del magnífico Calvario, con las figuras del Crucificado, la Virgen María y San Juan y por encima como remate la representación del Padre Eterno en relieve.
En el lateral izquierdo se encuentran las imágenes de los evangelistas San Juan y San Marcos con sus respectivos símbolos, San Jerónimo, San Andrés y dos profetas. En el lateral derecho los evangelistas San Mateo y San Lucas también con sus símbolos, el Bautismo de Cristo, San Miguel y otros dos profetas.
Profusión ornamentista: estatuas, cabezas de angelitos, hornacinas con figuras, columnas abalaustradas y escenas de fino cincel que rellenan los fondos de los sepulcros: la Piedad en el sepulcro de la marquesa colocado en el lado derecho y el Santo Entierro en el del marqués de Villena en el lateral izquierdo. Las figuras de los marqueses están representadas en actitud orante y realizadas en alabastro.